# Retirada das tropas americanas no Afeganistão (2020–2021)
A retirada das tropas americanas no Afeganistão foi a saída programada de todas as Forças Armadas dos Estados Unidos no Afeganistão, inicialmente prevista para acabar em 11 de setembro de 2021, mas que acabou sendo completada em 30 de agosto. As forças americanas invadiram o país em 2001 após os atentados de 11 de setembro, com a guerra resultante se tornando o combate militar mais longo dos Estados Unidos.
Durante o governo de Donald Trump, os Estados Unidos concordou com uma redução inicial de seu nível de força de 13 para 8,6 mil soldados até julho de 2020, seguida por uma retirada total até 1 de maio de 2021 caso o Talibã mantivesse seus compromissos. A administração de Joe Biden anunciou em abril de 2021 que continuaria a retirada, estipulando uma previsão de retirada até o final de agosto de 2021. 
O processo de retirada começou a acelerar consideravelmente em 7 de julho, quando a queda do Afeganistão aparentou ser inevitável após o início de uma grande ofensiva dos Talibãs. Na semana seguinte, foi lançada a Operação Refúgio dos Aliados, que começou a evacuar estrangeiros e afegãos que trabalharam para a OTAN. Quando a cidade de Cabul caiu nas mãos dos islamitas, um pandemonio tomou conta da capital. O presidente Joe Biden mandou 6 000 militares americanos tomarem o principal aeroporto da capital e começaram a evacuar quantas pessoas fossem possíveis. Muitas pessoas, dentro e fora dos Estados Unidos, criticaram a execução da retirada.
Em 30 de agosto de 2021, após um ano e seis meses, os Estados Unidos completou sua retirada militar do Afeganistão. Nas últimas três semanas houve um grande esforço para também evacuar quantos civis afegãos fosse possível. No total, todos os militares dos Estados Unidos (com quase todos os seus equipamentos), a maioria dos cidadãos americanos e mais de 117 000 civis afegãos foram evacuados com sucesso pelo Aeroporto Internacional de Cabul.

## Antecendentes

### Esforços anteriores
Em 2011, o até então presidente americano Barack Obama, anunciou que os Estados Unidos se retirariam do Afeganistão até o final de 2014. Embora um número significativo de tropas americanas tenha sido retirado em 2014 e a Força Internacional de Apoio à Segurança (ISAF) da Organização do Tratado do Atlântico Norte (OTAN) diminuída, 9,8 mil soldados americanos permaneceram posicionados dentro do Afeganistão como parte da Missão Apoio Resoluto (RSM) da OTAN.
Em 29 de fevereiro de 2020, os Estados Unidos e o Talibã assinaram um acordo de paz em 2020, na cidade de Doha, Catar. As disposições do acordo incluem a retirada de todas as tropas americanas e da OTAN do Afeganistão, uma promessa do Talibã de impedir a Al-Qaeda de operar em áreas sob controle do Talibã e, conversas entre o eles com o governo afegão. Os Estados Unidos concordou com uma redução inicial de seu nível de força de 13 mil para 8,6 mil até julho de 2020, seguido por uma retirada total até 1 de maio de 2021, caso o Talibã mantiver o compromisso; o acordo foi apoiado pela China, Rússia e Paquistão.

## Retirada
Em janeiro de 2021, os Estados Unidos concluíram sua redução de forças para 2,5 mil soldados, sendo este o menor número de soldados americanos no Afeganistão desde 2001. De acordo com o Comando Central dos Estados Unidos (USCENTCOM), neste período havia mais de sete contratados para cada membro do serviço militar americano remanescente no Afeganistão, totalizando mais de 18 mil contratados desde o início do ano. Em fevereiro, John Sopko, alertou o Congresso que a retirada dos americanos sem um acordo de paz em vigor seria "um desastre" e significaria colapso do governo. Outros alertaram para uma possível guerra civil, já que houve um grande acúmulo no poderio militar das facções regionais.
Embora o então vice-presidente americano, Joe Biden, apoiasse a retirada total das tropas americanas em 2014, não estava claro se ele apoiava ou não o Acordo de 2020, quando assumiu o cargo de presidente. O conselheiro de segurança nacional do presidente Biden, Jake Sullivan, afirmou em janeiro de 2021 que os Estados Unidos revisariam o acordo de paz para retirar efetivamente seus 2,5 mil soldados restantes do Afeganistão.
Em março de 2021, foi noticiado que Biden estava considerando manter as forças armadas no Afeganistão até novembro de 2021. No entanto, em abril de 2021, Biden decidiu retirar totalmente as tropas até 11 de setembro de 2021, o 20.º aniversário dos ataques de 11 de setembro — quatro meses após o prazo inicialmente planejado para 1 de maio. O 71.º secretário de Estado, Antony Blinken, afirmou que a decisão era "concentrar os recursos na China e na pandemia de Covid-19."
O 13.º Secretário-Geral da OTAN, Jens Stoltenberg, afirmou que a Aliança não tomou uma decisão sobre como proceder em relação à retirada. O Reino Unido e Alemanha também assumiram o compromisso de retirar suas respectivas tropas do Afeganistão. No Diálogo Raisina, o ministro das relações exteriores do Irã, Mohammad Javad Zarif, alegou que a retirada foi uma "medida bem-vinda", comentando ainda que as "tropas estrangeiras não podem trazer a paz ao Afeganistão." Na mesma conferência, o ministro das Relações Exteriores da Índia, Subrahmanyam Jaishankar, disse que seu país "sempre acreditou que o processo de paz deveria ser liderado pelos afegãos, de propriedade dos afegãos e controlado pelos afegãos", mas advertiu que "o futuro dos Afeganistão não deve voltar ao passado."
Em julho, os Estados Unidos completaram a retirada integral de todos os seus militares e equipamentos da Base Aérea de Bagram. Desde a invasão, em 2001, esta base era a principal instalação militar americana em solo afegão.
Em 30 de agosto de 2021, a retirada americana foi concluída, com o último avião de carga deixando o Aeroporto Internacional de Cabul. Todos os militares americanos e da OTAN e mais de 117 mil pessoas foram evacuadas, no total.

## Reação

### Resposta do Talibã

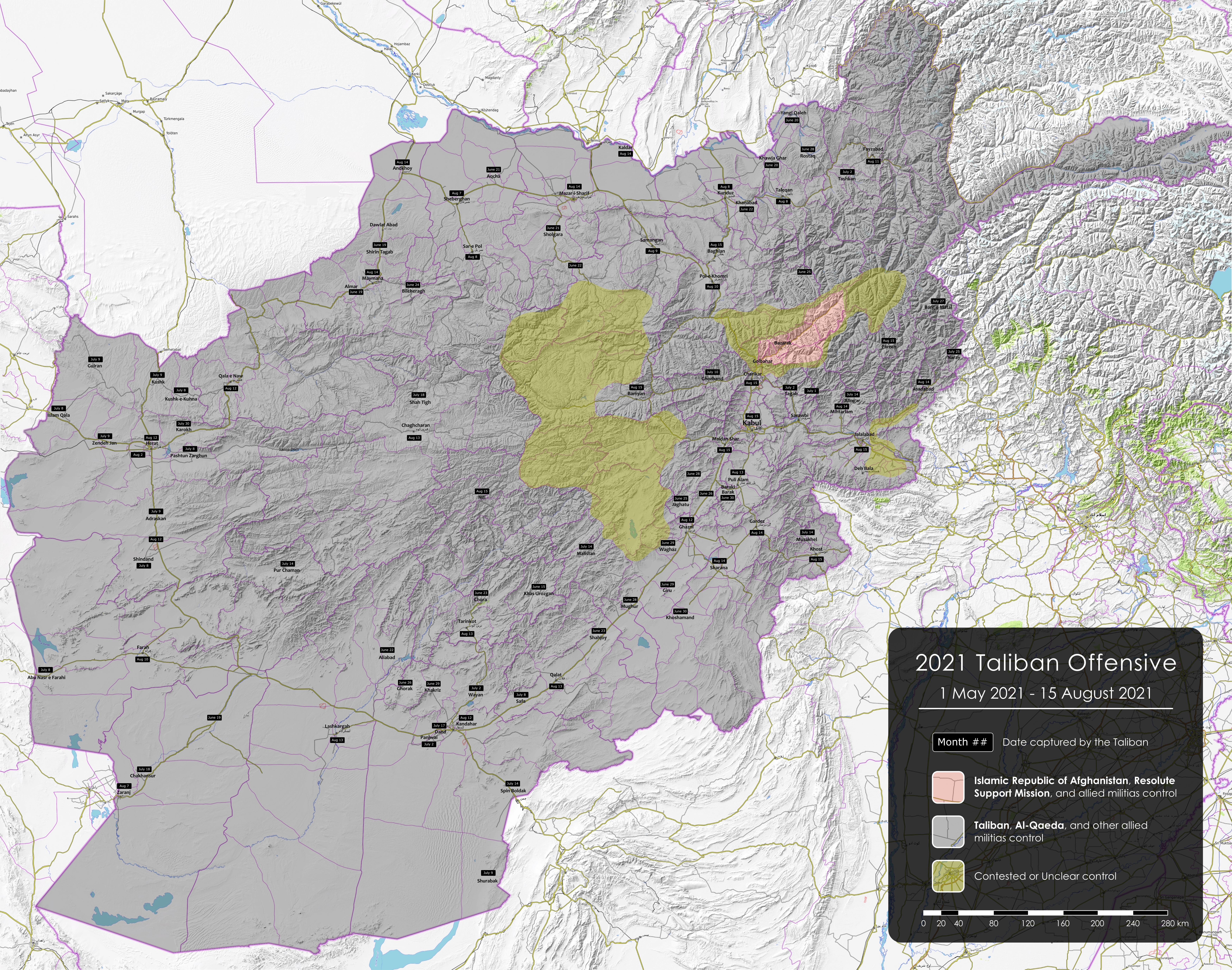
Mapa do Afeganistão mostrando a ofensiva do Talibã.

O porta-voz do Talibã, Suhail Shaheen, afirmou que nenhuma força estrangeira — incluindo contratados militares — deve permanecer após a retirada estar completa, acrescentando: "Se eles deixarem para trás suas forças contra o acordo de Doha em 2020, então, nesse caso, será a decisão de nossa liderança como proceder." Logo após o início da retirada, o Talibã lançou uma ofensiva contra o governo afegão, avançando rapidamente na frente do colapso das Forças Armadas do Afeganistão. Em 12 de julho de 2021, o grupo extremista havia confiscado 139 distritos do Exército Nacional Afegão; de acordo com um relatório de inteligência americana, o governo afegão provavelmente entraria em colapso dentro de seis meses após a OTAN completar sua retirada do país. De acordo com o The Washington Post, milícias locais no norte do país se engajaram em combates contra o Talibã. Imagens tiradas em 16 de junho e divulgadas em 13 de julho mostraram homens armados do Talibã executando 22 soldados afegãos que tentavam se render.
Joe Biden defendeu a retirada das tropas americanas, dizendo para confiar "na capacidade dos militares afegãos, que são mais bem treinados, melhor equipados e... mais competentes em termos de condução de guerra." Em 21 de julho, Mark Milley relatou que metade de todos os distritos no Afeganistão estavam sob controle do grupo extremista. Foi relatado pelo Conselho de Segurança da ONU que, apesar da retirada e o acordo do Talibã, membros da Al-Qaeda no Subcontinente Indiano (AQSI) ainda estão presentes em até 15 províncias afegãs e que eles estão operando sob a proteção do Talibã nas províncias de Kandahar, Helmand e Nimroz.